# Simon (hasmonéen)
Pour les articles homonymes, voir Simon.
Simon, fils de Mattathias, est un dirigeant juif du IIe siècle av. J.-C. Il succède à son frère Jonathan, mort en -143, et fonde la dernière dynastie juive, celle des Hasmonéens.

## Biographie
Il est un vieillard lorsqu'il est nommé par une grande assemblée (Conseil des Anciens, peuple et prêtres juifs) pour diriger la Judée. Il cumule les fonctions de grand prêtre, de chef militaire et d'ethnarque « à perpétuité jusqu'à ce que se lève un prophète digne de foi », c'est-à-dire que Simon est nommé gouverneur de façon héréditaire (Livres des Macchabées, XIV, 25): « à perpétuité » (hébreu le'ôlam) signifie l'hérédité de la charge.
Vers -141, Démétrios II Nicator, roi séleucide de Syrie (145-139 et 127-125 av. J.-C.) s'allie à Simon et accorde l'autonomie pour ses compatriotes : un traité d'indépendance négocié par Simon avec la Syrie restitue l'indépendance politique à la Judée. Les Syriens sont chassés de l'Acra, la citadelle de Jérusalem. La Judée est prospère et l'enseignement religieux se transmet.
En 135 av. J.-C., Shimon est assassiné en compagnie de deux de ses fils par Ptolémée, fils d'Aboubos, lors d'un banquet à Jéricho. Ptolémée qui nourrissait l'ambition de prendre le pouvoir en Judée organisa l'assassinat du grand-prêtre puis lança ses troupes sur Jérusalem. Ce dernier périt avant qu'Antiochus VII ne parvienne à soumettre le pays.
Shimon est enterré dans un mausolée à Modiin. Son fils Jean Hyrcan Ier lui succède à la tête de la Judée et parvient à reconquérir l'indépendance en -129.